# 狂人日记
《狂人日记》是鲁迅的一篇短篇作品，收录在鲁迅的短篇小说集《呐喊》中。它被認為是中国第一部现代白话文小说，首发于1918年5月15日4卷5号《新青年》月刊。（按1917年5月陳衡哲白話小說《一日》發表在《留美學生季報》上）

## 主題
魯迅透過一個「狂人」的日記，揭露中國傳統社會裏的家族制度和禮教的毒害，指出中國歷史每頁都寫著「仁義道德」，但字縫裏卻都寫著「喫人」兩個字。最後，日記說：「沒有喫過人的孩子，或者還有？」因而喊出「救救孩子」的口號。
鲁迅自己说：“《狂人日记》很幼稚，而且太逼促，照艺术上说，是不应该的。”，“我自己知道实在不是作家；现在的乱嚷，是想闹出几个新的创作家来——我想，中国总该有天才，被社会挤倒在底下——破破中国的寂寞。”

## 内容
小说以一個「狂人」的視角，寫出了他的所見所聞，一針見血地指出當時中國文化的朽壞。日记前言以文言文书写，为日记作者的一位友人所写。日记作者之前患了“迫害狂”的病，他已痊愈。
日记則以白话文书写，为作者患病时的所見所聞。作者写道歷史上滿寫的“仁义道德”四個字，透過字缝里却全是“吃人”两个字，也写道古书中（或扭曲历史传说、凭空想象出来的）人吃人事件。作者畏惧村上的人，以为他们要把他喫了。接着，他也认定他大哥准备和村人合夥吃他。他想起才五岁就逝世的妹妹，认为是被大哥喫了，而自己也无意地从大哥准备的饭菜中喫了妹妹的肉。
|                    | 我翻开历史一查，这历史没有年代，歪歪斜斜的每叶（原文如此）上都写着“仁义道德”几个字。我横竖睡不着，仔细看了半夜，才从字缝里看出字来，满本都写着两个字是“喫人”！ |
| ——鲁迅《狂人日记》 | |

日记的结尾为“沒有喫過人的孩子，或許還有？救救孩子……”

## 評價
- 夏志清：“我對《狂人日記》確實評價過低，《狂人日記》是魯迅最成功的作品之一，其中的諷刺和藝術技巧，是和作者對主題的精心闡明緊密結合的，大半是運用意象派和象徵派的手法。”
- 吴虞：“作者把吃人的内容和仁义道德的表面看得清清楚楚，那些戴着礼教假面具吃人的滑头伎俩，都被他把黑幕揭破了。”[2]

## 延伸阅读
[在维基数据编辑]
 在维基文库阅读本作品原文
- 长崛祐造：〈鲁迅《狂人日记》人物形象来源 （页面存档备份，存于）〉
- 中野美代子：〈鲁迅的肉体凝视 （页面存档备份，存于）〉
- 吳虞：〈吃人與禮教〉